# Горній Слатиник
Горній Слатиник (хорв. Gornji Slatinik) — населений пункт у Хорватії, у Бродсько-Посавській жупанії у складі громади Подцркавлє.

## Населення
Населення за даними перепису 2011 року становило 90 осіб.
Динаміка чисельності населення поселення:

## Клімат
Середня річна температура становить 10,67 °C, середня максимальна – 24,89 °C, а середня мінімальна – -5,86 °C. Середня річна кількість опадів – 795 мм.
| Клімат поселення                              | Клімат поселення | Клімат поселення | Клімат поселення | Клімат поселення | Клімат поселення | Клімат поселення | Клімат поселення | Клімат поселення | Клімат поселення | Клімат поселення | Клімат поселення | Клімат поселення | Клімат поселення |
| Показник                                      | Січ.             | Лют.             | Бер.             | Квіт.            | Трав.            | Черв.            | Лип.             | Серп.            | Вер.             | Жовт.            | Лист.            | Груд.            |                  |
| Середній максимум, °C                         | 6,57             | 8,05             | 12,43            | 16,93            | 21,87            | 24,89            | 24,28            | 23,83            | 19,80            | 14,52            | 8,90             | 4,84             |                  |
| Середня температура, °C                       | 0,36             | 1,85             | 6,21             | 10,71            | 15,65            | 18,68            | 20,68            | 20,24            | 16,20            | 10,90            | 5,31             | 1,26             |                  |
| Середній мінімум, °C                          | −5,86            | −4,37            | 0,00             | 4,48             | 9,43             | 12,46            | 17,07            | 16,66            | 12,59            | 7,32             | 1,72             | −2,36            |                  |
| Норма опадів, мм                              | 49               | 50               | 48               | 61               | 74               | 101              | 71               | 67               | 58               | 71               | 80               | 65               |                  |
| Середньомісячна швидкість вітру, м/с          | 2.03             | 2.30             | 2.56             | 2.49             | 2.24             | 2.03             | 2.00             | 1.84             | 1.86             | 1.93             | 2.03             | 2.10             |                  |
| Середньомісячна сонячна радіація, кДж/м²·день | 4325             | 7038             | 10898            | 15174            | 19126            | 21094            | 22031            | 20224            | 14908            | 9273             | 4925             | 3668             |                  |
| --------------------------------------------- | ---------------- | ---------------- | ---------------- | ---------------- | ---------------- | ---------------- | ---------------- | ---------------- | ---------------- | ---------------- | ---------------- | ---------------- | ---------------- |
| Джерело:                                      |                  |                  |                  |                  |                  |                  |                  |                  |                  |                  |                  |                  |                  |